# باغودة مركسا (إكسان)
باغودة مركسا في إكسان ((هانغل: ) 익산 미륵사지 석탑) هي الكنز الوطني لكوريا الجنوبية رقم 11. تقع هذه الباغودة على أرض معبد مركسا أكبر المعابد البوذية في عهد بايكتشي. حالياً لا ترتفع سوى ست طبقات فقط وهو ما يجعل ارتفاع الباغودة وعدد طبقاتها غير معلوم. يُعتقد أن الباغودة بنيت في عهد الملك مو (600 ~ 641) في نهاية عهد بايكتشي.